# Mary Gay Scanlon
Mary Gay Scanlon (Watertown, 30 agosto 1959) è una politica statunitense, membro della Camera dei Rappresentanti per lo stato della Pennsylvania.

## Biografia
Nata in una famiglia di magistrati nello stato di New York, la Scanlon studiò all'Università della Pennsylvania e divenne avvocato, specializzandosi in casi di interesse pubblico. Si occupò inoltre di istruzione pubblica come presidente del consiglio del distretto scolastico di Wallingford-Swarthmore.
Entrata in politica con il Partito Democratico, nel 2018 la Scanlon si candidò alla Camera dei Rappresentanti in un'elezione speciale indetta per assegnare il seggio lasciato dal repubblicano Pat Meehan. Contemporaneamente fu candidata anche per le elezioni parlamentari che avrebbero eletto i deputati del 116º Congresso e che si tennero lo stesso giorno delle elezioni speciali; la Scanlon concorse per due diverse circoscrizioni, in quanto il seggio di Meehan rappresentava un vecchio distretto congressuale che sarebbe divenuto obsoleto con le successive elezioni. In entrambe le elezioni Mary Gay Scanlon ebbe come avversaria la repubblicana Pearl Kim e in entrambi i casi risultò vincitrice, divenendo così deputata.
La tornata elettorale in cui si affermò la Scanlon fu storica per la Pennsylvania, in quanto la delegazione congressuale dello stato era da anni costituita da diciotto deputati uomini e nella storia solo altre sette donne erano state inviate al Congresso in rappresentanza della Pennsylvania; nel 2018, in controtendenza con questo trend, insieme alla Scanlon vennero elette altre tre donne (Madeleine Dean, Chrissy Houlahan e Susan Wild), in quella che fu definita la vittoria delle "Fab Four".
Ideologicamente Mary Gay Scanlon si configura come una democratica progressista. Sposata con Mark Stewart, è madre di tre figli.